# Neoplecostomus granosus
Neoplecostomus granosus är en fiskart som först beskrevs av Valenciennes, 1840.  Neoplecostomus granosus ingår i släktet Neoplecostomus och familjen Loricariidae. Inga underarter finns listade i Catalogue of Life.